# Понсо, Рафаэль
Рафаэль Антонио Понсо Гарсия (исп. Rafael 'Rafa' Antonio Ponzo García; родился 18 октября 1978 года в Каракасе, Венесуэла) — венесуэльский футболист, вратарь. Выступал за сборную Венесуэлы.

## Клубная карьера
Понсо переехал в Испанию в 20 лет и начал выступать за «Сьеро», «Наварро» и резерв клуба «Тенерифе». В 2003 году он перешёл в «Овьедо». Рафаэль сразу стал основным вратарём и в 2005 году помог команду выйти в Сегунду B.
В 2006 году Рафаэль перешёл в «Жирону», которой в 2008 году помог выйти в Сегунду. 30 августа в матче против «Сельты» он дебютировал во втором дивизионе. В 2009 году Понсо недолго выступал за «Сеуту», после чего переехал на Кипр. Он подписал контракт с «Неа Саламина». 17 января 2010 года в матче против «Аполлона» Рафаэль дебютировал в чемпионате Кипра. Летом того же года Понсо перешёл в «Эрмис». 16 октября в поединке против «Анортосиса» он дебютировал за новый клуб. В конце года он покинул команду, не сумев пробиться в основу.
В начале 2011 года Понсо принял приглашение клуба своей исторической родины «Минерос Гуаяна». 16 января в матче против «Депортиво Ла Гуайра» он дебютировал в венесуэльской Примере. В команде Рафаэль провёл полгода после чего вернулся в Испанию, где стал футболистом клуба «Марино». В составе испанского клуба провёл четыре сезона в Сегунде B.
В 2015 году вернулся в Южную Америку, выступал за венесуэльский «Арагуа» и сальвадорский «УЭС». С 2017 года играет за клуб второго дивизиона Венесуэлы «Ангостура».

## Международная карьера
18 августа 2004 года Понсо дебютировал за сборную Венесуэлы в игре против Испании, вышел на замену на 76-й минуте вместо Хильберто Анхелуччи. Второй и последний матч сыграл 1 марта 2006 года против Колумбии, заменив в перерыве Ренни Вегу.